# Щербакова, Анна Михайловна
Анна Михайловна Щербакова (род. 10 января 2006, Москва) — российская фигуристка, выступающая в танцах на льду с Егором Гончаровым. Они — бронзовые призеры финала Гран-при (Кубка) России (2025), победители (2023) первенства России среди юниоров, победители III российско-китайских зимних молодежных игр (2022), победители юниорского финала Гран-при России (2024) и XI зимней Спартакиады учащихся России (2022).
Мастер спорта России (2025).

## Биография
Родилась в Москве 10 января 2006 года. С 2010 года начала заниматься фигурным катанием в группе Елены Селивановой. В 2017 перешла группу Ирины Жук и Александра Свинина и стала заниматься танцами на льду.
12 января 2021 встала в дуэт с Егором Гончаровым. Тренерами дуэта стали Екатерина Рублёва, Иван Шефер и Сергей Плишкин.

### Сезон 2021—2022
В первом совместном сезоне пара выступала под композицию «Next Girl» рок-дуэта The Black Keys в ритм-танце и «The Tide» в исполнении The Irrepressibles в произвольном танце, для которого были выбраны образы Коломбины и Пьеро. 
Постановка Сергея Плишкина, он же нашел музыку. Задумка проста: мальчику понравилась девочка, он пытается ей что-то предложить, но понимает, что у него ничего нет: карманы пусты. Есть только самое ценное — сердце. Предложил, но она сказала: «Не пойдет».Егор Гончаров
Потом роли поменялись, уже я боролась за сердце Пьеро. И программа закончилась тем, что уже Егор отвернулся от меня, забрав мое сердце.Анна Щербакова
Выступили на юниорском этапе Кубка России в Сызрани, где набрали 147,76 балла и заняли 3 место. На этапе Кубка в Йошкар-Оле набрали 148,57 балла и заняли 2 место.
В декабре 2021 года Щербакова и Гончаров выступили на кубке БСК в Беларуси и с суммой баллов 147,70 заняли 2 место. На дебютном первенстве России среди юниоров в январе 2022 стали восьмыми, получив за обе программы 158,90.
В финале Кубка России среди юниоров заняли 3 место с суммой 159,88 балла, также одержали победу на Спартакиаде учащихся России 2022.

### Сезон 2022—2023
Ритм-танец спортсменов был поставлен под танго «The Last Coup» шведского коллектива New Tide Orquesta и фламенко «Malaguena» Брайана Сетцера.

Произвольный танец был поставлен под трек «Passepied» канадского композитора Жана-Мишеля Бле, который в своих социальных сетях поблагодарил пару за выступление. Хореограф Сергей Плишкин рассказал об идее программы: Щербакова и Гончаров исполняют образы черной королевы и белого короля в шахматном противостоянии. По словам Плишкина, сначала была найдена композиция «Passepied» из альбома Жан-Мишеля Бле: 
Я слушал ее везде, в машине, наушниках, при любом удобном случае… Музыка мне очень нравилась, и я думал, какую программу создать. И однажды мне представилась шахматная партия, а дальше все само сложилось — образы, история, хореография, костюмы. Надеюсь, образы, идея будут понятны зрителям. Сражение, примирение, момент влюбленности, момент потери. Целая история развернется на льду.Сергей Плишкин
Приняли участие в юниорских этапах  Гран-при России среди кандидатов в мастера спорта в Сочи и в Перми, выиграв оба этапа, а затем стали победителями III зимних российско-китайских игр, набрав 164,30 балла.
На первенстве России 2023 Щербакова и Гончаров стали чемпионами России среди юниоров с результатом 181,80 балла.

### Сезон 2023—2024
Для ритм-танца Щербаковой и Гончарова выбрали композиции «L’Esqualita» и «Tainted Love» британского синти-поп дуэта «Soft Cell». Костюмы спортсменов были тематически усилены надписями "You are my pleasure" ("Ты мое удовольствие" на костюме Гончарова) и "Yes, I know it" ("Да, я знаю это" на костюме Щербаковой). 
Произвольный танец поставили на музыку «Winter» («Зима»), композитор - Paul Halley. По словам постановщика Сергея Плишкина, программу назвали «Холод», так как через танец хотели выразить мысль о том, что «в современном мире слишком мало сострадания, сочувствия, и не остается места для надежды, любви и веры».
«Произошла подмена понятий, и если мы не начнем с себя, то всё потеряно. Именно мы можем согреть друг друга своим теплом. Эту историю мы пытаемся показать на льду в движениях: когда одного сковывает холод, то другой согревает его. Но отдавая свое тепло, он начинает замерзать сам и уже тот, кого он согрел, поступает также. В финале этого тепла становится так много для двоих, что они отдают его и дарят свою любовь другим - всем, миру. Это программа о вере, надежде и любви».Сергей Плишкин
Щербакова и Гончаров приняли участие в юниорских этапах  Гран-при России в Уфе и Казани, где заняли 1 и 2 места соответственно.
Также участвовали в Кубке Первого канала среди юниоров в Калуге, где исполнили произвольный танец «Шахматы» предыдущего сезона. Команда под предводительством олимпийской чемпионки Анны Щербаковой, в которую входили Щербакова и Гончаров, заняла первое место.
В феврале 2024 года заняли 3 место на первенстве России среди юниоров, где снова исполнили произвольный танец «Шахматы». В марте стали победителями «Кубка Федерации» — юниорского финала Гран-при России. В финале Щербакова и Гончаров выступили с произвольным танцем «Холод», продемонстрировав его в обновленном варианте.
На Кубке Первого канала среди взрослых спортсменов в Санкт-Петербурге Щербакова заменила свою полную тезку Анну Щербакову, которая из-за травмы не смогла выступить в испытании на преодоление препятствий.
По окончании сезона спортсмены приняли решение о переходе во взрослые соревнования.

### Сезон 2024—2025
Для фигуристов сезон стал дебютным на взрослом уровне.
Ритм-танец Щербаковой и Гончарова был подставлен под композицию «Песняров» «Косил Ясь конюшину», для произвольного танца "Бал пороков" выбрали «Phantom of Aleppoville» и «God Save the Jungle» Бенджамина Клементина.
Хореограф и постановщик Сергей Плишкин так выразил идею произвольного танца:
Стараюсь ставить программы честно: то, что я когда‑либо сам чувствовал или переживал. В какой‑то момент моей жизни пришли такие мысли, что все пороки — библейские или то, что мы замечаем — это наши мысли. Сначала мысли, а потом действия. Мелкой хореографией и репризами пытался показать зрителям, как мысль крадется, попадает в мозг, а потом зарождаются все пороки, которые только можно себе представить.Сергей Плишкин
Щербакова и Гончаров осенью 2024 года выступили на этапах Гран-при (Кубка) России среди взрослых в Красноярске и Санкт-Петербурге, заняв 7 и 5 места соответственно.
В декабре 2024 года заняли 8 место на чемпионате России в Омске.
В феврале 2025 года стали бронзовыми призёрами финала Гран-при России в Красноярске, набрав в сумме 192,23 балла.
В марте 2025 года фигуристы стали дебютантами турнира шоу-программ «Русский вызов». Номер был поставлен под песню «Giamaica» в исполнении Робертино Лоретти. Постановщиками выступили Сергей Плишкин, Екатерина Рублёва и Иван Шефер. Гончаров так описал идею номера: 
Аня – прекрасная девушка с Ямайки. Я – советский гражданин, который прилетает в Кингстон на отдых, и в аэропорту встречает ее. Мой герой поначалу несколько ошарашен всем происходящим, но потом и сам увлекается. У молодых людей завязывается роман – любовь с первого взгляда... Но все хорошее заканчивается, ему надо возвращаться в Москву...Егор Гончаров
Для подготовки к выступлению Щербакова в течение трех недель посещала солярий. На протяжении номера пара пять раз сменила костюмы.

## Программы
| Сезон     | Ритм-танец | Произвольный танец | Показательный номер                                                                                                |
| --------- | --- | --- | --- |
| 2024/2025 | - Косил Ясь конюшину Песняры Хореограф: Сергей Плишкин Постановщики: Сергей Плишкин, Екатерина Рублева, Иван Шефер                               | - Phantom of Aleppoville Бенджамин Клементин Хореограф: Сергей Плишкин Постановщики: Сергей Плишкин, Екатерина Рублёва, Иван Шефер | - Giamaica Робертино Лоретти Хореограф: Сергей Плишкин Постановщики: Сергей Плишкин, Екатерина Рублёва, Иван Шефер |
| 2023/2024 | - L’Esqualita - Tainted Love Soft Cell Хореограф: Сергей Плишкин Постановщики: Сергей Плишкин, Екатерина Рублева, Иван Шефер                     | - Winter Paul Halley Хореограф: Сергей Плишкин Постановщики: Сергей Плишкин, Екатерина Рублева, Иван Шефер                         | |
| 2022/2023 | - The Last Coup New Tide Orquesta - Malaguena Brian Setzer Хореограф: Сергей Плишкин Постановщики: Сергей Плишкин, Екатерина Рублева, Иван Шефер | - Passepied Жан-Мишель Бле Хореограф: Сергей Плишкин Постановщики: Сергей Плишкин, Екатерина Рублева, Иван Шефер                   | |
| 2021/2022 | - Next Girl The Black Keys Хореограф: Сергей Плишкин Постановщики: Сергей Плишкин, Екатерина Рублева, Иван Шефер                                 | - The Tide The Irrepressibles Хореограф: Сергей Плишкин Постановщики: Сергей Плишкин, Екатерина Рублева, Иван Шефер                | |

## Спортивные результаты
С Егором Гончаровым
| Соревнование                    | 21/22        | 22/23        | 23/24        | 24/25        |              |
| Национальные                    | Национальные | Национальные | Национальные | Национальные | Национальные |
| ------------------------------- | ------------ | ------------ | ------------ | ------------ | ------------ |
| Чемпионат России                |              |              |              | 8            |              |
| Финал Кубка России              | 3 юн.        |              | 1 юн.        | 3            |              |
| Первенство России среди юниоров | 8            | 1            | 3            |              |              |
| Этапы Кубка России. I этап      | 3 юн.        |              | 1 юн.        |              |              |
| Этапы Кубка России. II этап     | 2 юн.        | 1 юн.        |              |              |              |
| Этапы Кубка России. III этап    |              |              |              | 7            |              |
| Этапы Кубка России. IV этап     |              |              | 2 юн.        |              |              |
| Этапы Кубка России. V этап      |              | 1 юн.        |              | 5            |              |
| Международные среди юниоров     |              |              |              |              |              |
| Российско-китайские игры        |              | 1            |              |              |              |
| Кубок БСК                       | 2            |              |              |              |              |